# Симфонія № 1 (Рахманінов)
Симфонія № 1 ре мінор, ор.13 — симфонія Сергія Васильовича Рахманінова, написана у 1893–1895 роках.
Прем'єра симфонії відбулася 15 березня 1897 року в Санкт-Петербурзі, диригував Олександр Глазунов і зазнала повного провалу, зокрема критики звинувачували С. В. Рахманінова в еклектизміі. За спогадами А. В. Оссовського виконання було необдуманим, недопрацьованим. Більше того, Рахманінов і Глазунов були дуже різними за світоглядом, складом психіки, естетичними й художніми принципами та належали різним школам: Рахманінов — московській, а Глазунов — петербурзькій.
Провал симфонії мав трагічні наслідки для С. В. Рахманінова — композитор практично нічого не писав протягом трьох років, симфонія лишалася невиданою, а партитура вважалася безнадійно загубленою. У 1944 році А. В. Оссовському, однак, вдалося відшукати оркестрові голоси симфонії, по яких була відновлена партитура твору. «Друга прем'єра» симфонії з величезним успіхом пройшла у Москві 17 жовтня 1945 року, диригував Олександр Гаук.
Симфонія написана для великого симфонічного оркестру з подвійним складом духових. Складається з 4-х частин:
1. Grave — allegro non troppo (ре мінор)
2. Allegro animato (фа мажор)
3. Larghetto (сі-бемоль мажор)
4. Allegro con fuoco in (ре мажор)